# Ciudad Real (provins)
Ciudad Real är en provins i västra delen av den autonoma regionen Kastilien-La Mancha i mitten av Spanien.
Provinsen gränsar till Cuenca, Albacete, Jaén, Córdoba, Badajoz, och Toledo. Provinsens huvudstad är Ciudad Real.
Ciudad Real har en yta av  19 813 km² och den totala folkmängden uppgår till 506 864 (2005). Provinsen är indelad i 102 kommuner.
Naturparken Parque Nacional de Cabañeros sträcker sig över Ciudad Real och provinsen Toledo.